# 林百郎
林 百郎（はやし ひゃくろう、1912年6月10日 - 1992年6月1日）は、日本の政治家、弁護士。日本共産党衆議院議員。日本共産党議員所属初の「永年在職議員表彰」

## 経歴
- 1912年6月30日 - 現在の長野県岡谷市で郵便局長の五男として生まれる。
- 1925年3月 - 岡谷小学校卒業
- 1925年4月 - 旧制諏訪中学（現・長野県諏訪清陵高等学校）入学
- 1930年3月 - 旧制諏訪中学校卒業
- 1931年4月 - 旧制松本高等学校文科甲類入学。
- 1933年12月4日 - 旧制松本高等学校3年在学中に｢満州事変｣に反対、治安維持法違反で検挙（第3次松高事件）
- 1934年12月 - 第3次松高事件で、約1年間の未決勾留の後、懲役2年・執行猶予4年の判決を受ける
- 1935年4月 - 上京、江橋法律事務所で働きながら中央大学法律専門部入学
- 1939年 - 在学中に高等文官司法科試験合格
- 1941年3月 - 中央大学専門部卒業
- 1941年6月 - 江橋登美子と結婚
- 1944年2月18日 - 長女眞弓（現姓・岡）誕生
- 1945年12月 - 日本共産党に入党
- 1946年 - 第二東京弁護士会評議員。その後長野県下で弁護士活動開始
- 1946年4月10日 - 第22回総選挙に長野全県1区（定数14）で初立候補（40,150票、20位で落選）
- 1946年9月23日 - 全国借地借科人組合結成に参加、副会長に就任
- 1946年11月13日 - 長男豊太郎（弁護士）誕生
- 1947年3月20日 - 長野県地方労働委員会斡旋員に就任
- 1947年4月25日 - 第23回衆議院議員総選挙、長野県第3区（定数4）で25,934票（得票率12.1％）を得て初当選（4位）
- 1949年1月23日 - 第24回総選挙、最高点当選（58,862票・得票率20.36％）
- 1949年7月15日 - 三鷹事件発生、弁護人となる。
- 1949年8月17日 - 松川事件発生、鈴木信氏の主任弁護人となる
- 1950年1月10日 - 自由法曹団代10回大会で幹事に選出される
- 1950年8月11日 - 三鷹事件第1審判決で、9被告に無罪
- 1951年1月19日 - 長野地裁事件
- 1952年2月3日 - 田口村事件
- 1952年4月30日 - 辰野事件発生、弁護人となる
- 1952年5月17日 - 辰野事件の勾留理由開示公判でのガラス損壊で逮捕、7月20日起訴される。
- 1952年10月1日 - 第25回総選挙、落選（26,173票・得票率9.3％）
- 1953年4月19日 - 第26回総選挙、落選（28,746票・得票率10・5％）
- 1954年 - 長野県弁護士会が伊那地裁事件で「1年間の業務停止処分」議決、直ちに日弁連に異議申立。日本共産党長野県委員会委員に選出される
- 1955年2月27日 - 第27回総選挙、落選（30,511票・得票率10.8％）
- 1955年6月11日 - 伊那地裁事件で器物損壊罪を理由に罰金10,000円
- 1955年10月31日 - 税理士登録
- 1958年2月22日 - 放火冤罪事件（小平尚重事件）で再審申立（長野地方裁判所諏訪支部）
- 1958年5月22日 - 第28回総選挙、落選（33,261票・得票率11.4％）
- 1958年 - 林法律事務所に労働組合結成。長野地裁飯田支部で辰野町の放火事件無罪判決
- 1959年11月6日 - 2女はる海（現姓・山崎）誕生
- 1960年3月22日 - 日弁連、県弁護士会の懲戒処分を取消し、「戒告」処分とする
- 1960年8月18日 - 辰野事件1審判決
- 1960年11月20日 - 第29回総選挙、落選（34,446票・得票率11.6％）
- 1961年10月 - 日朝協会親善使節団として10日間北朝鮮を訪問。
- 1963年7月15日 - ソ連訪問（39日間・8月22日帰国）
- 1963年11月21日 - 第30回総選挙、11年余ぶりに衆議院議員（47,407票・得票率15.6％・2位）日本共産党国会対策委員長に就任
- 1966年10月24日 - 日本共産党第10回大会で中央委員候補に選出。
- 1967年1月29日 - 第31回総選挙、当選（47,280票・得票率15・3％・4位）
- 1969年12月27日 - 第32回総選挙、2位当選（48,026票・得票率14.8％）
- 1970年7月7日 - 日本共産党第11回大会で中央委員に選出。
- 1972年3月16日 - 「連合赤軍」事件に関する緊急質問
- 1972年12月1日 - 辰野事件全員無罪判決（東京高裁）、検察側は上告断念
- 1972年12月10日 - 第33回総選挙、2位当選（57,831票・得票率17.7％）日本共産党衆議院議員団副団長に就任
- 1974年4月15日 - 列国議会同盟春季会議（ブカレスト）に日本議会代表として出席
- 1974年6月 - 南信勤医協設立・顧問に就任
- 1974年12月1日 - ｢『解同』朝田・丸尾一派の蛮行に抗議し人権と教育、地方自治を守る兵庫県民大集会」（八鹿町・15,000人参加）に参加激励
- 1976年12月5日 - 第34回総選挙、次点（43,957票・得票率12.9％）
- 1979年3月2日 - 「赤旗」拡大全国第2位（2086部・78年6月以降）で顕彰、記念品受ける
- 1979年10月7日 - 第35回総選挙・4位当選（50,837票・得票率14.8％）
- 1979年10月28日 - 木曽御岳噴火、対策本部長
- 1979年10月30日 - 日本共産党員初の常任委員長として衆議院懲罰委員長に選出される。日本共産党衆議院議員団長に就任
- 1980年6月22日 - 第36回総選挙（初の衆参同時選挙）、4位当選（63,463票・得票率18.8％）
- 1982年9月 - 日本共産党中央委員会「公害・災害対策委員会」災害部会長に就任
- 1982年9月26日 - 自由法曹団総会（札幌）で古希団員として表彰される
- 1983年12月18日 - 第37回総選挙4位当選（54,936票・得票率16.6％）
- 1986年1月29日 - 衆議院本会議で衆議院では日本共産党初の永年在職議員として表彰。
- 1986年3月11日 - 第2回日本共産党中央委員会総会（17大会）で幹部会委員に選出
- 1986年4月 - 記者会見で後継に木島日出夫（弁護士、議員在職中は党政策委員長等を務める）が決定と発表
- 1986年6月2日 - 第105回臨時国会召集（同日解散・議員失職）
- 1986年8月20日 - ブルガリアを訪問（9月8日帰国）
- 1990年2月18日 - 第39回総選挙、木島日出夫が初当選（65,948票・得票率18.5％・4位）3年7ヶ月ぶりに議席回復
- 1990年7月13日 - 日本共産党第19回大会で名誉幹部会委員
- 1991年5月24日 - 日本弁護士連合会から弁護士在職50年の表彰
- 1992年6月1日 - 長野県岡谷市の自宅で急逝、享年79